# Barranc de les Bruixes
El barranc de les Bruixes és un barranc que discorre pels termes municipals de Tremp i Salàs de Pallars que s'origina dins de l'antic terme de Gurp de la Conca, entra en el de Salàs i va a abocar-se en el barranc de Fontfreda davant de l'extrem meridional de la vila de Salàs. És el barranc que forma la vall que discorre pels peus del poble de Santa Engràcia, al seu sud-est. Té un traçat molt sinuós, i travessa territoris on la inestabilitat del terreny ha produït moltes esllavissades al llarg dels temps. Per això popularment se'l coneix com a barranc dels Associats (deformació popular dels Ensulsiats).
Es forma al sud-est del poble de Santa Engràcia, al vessant nord-est de la Serra de Costa Ampla, i té un primer tram que baixa de sud-oest a nord-est. Al cap d'uns 450 metres fa un angle recte cap al sud-est i s'ajunta al barranc del Solà al lloc on hi ha la Font de la Mosquera. Ja no abandona la davallada en direcció sud-est fins a la seva desembocadura en el barranc de Fontfreda.